# 戸崎町 (岡崎市)
戸崎町（とさきちょう）は、愛知県岡崎市の町名である。岡崎地区に位置する。丁番を持たない単独町名であり、21の小字が設置されている。

## 地理
岡崎市の南部に位置する。かつては町内を路面電車である名鉄岡崎市内線が走り、戸崎町駅が設置されていた。岡崎市内線が走っていた愛知県道483号岡崎幸田線は現在電車通りと呼ばれる。

### 湖沼
- 雨池
- 中池
- ガン池
- 五番池

### 小字
| - 字上り場西（あがりばにし） - 字上り場東（あがりばひがし） - 字池下（いけした） - 字一丁田（いっちょうだ） - 字牛転（うしころび） - 字榎ケ坪（えのきがつぼ） - 字越舞（こしまい） | - 字郷畔（ごうぐろ） - 字才苗（さいなえ） - 字沢田（さわだ） - 字外山（そとやま） - 字大道西（だいどうにし） - 字大道東（だいどうひがし） - 字辻（つじ） | - 字野畔（のぐろ） - 字原山（はらやま） - 字ばら山（ばらやま） - 字東山（ひがしやま） - 字藤狭（ふじばさみ） - 字屋敷（やしき） - 字屋下（やした） |

## 世帯数と人口
2019年（令和元年）5月1日現在の世帯数と人口は以下の通りである。
| 町丁   | 世帯数    | 人口    |
| ------ | --------- | ------- |
| 戸崎町 | 2,558世帯 | 6,183人 |

### 人口の変遷
国勢調査による人口の推移
| 1995年（平成7年）  | 5,024人 | [ 6 ]  |  |
| 2000年（平成12年） | 5,612人 | [ 7 ]  |  |
| 2005年（平成17年） | 5,697人 | [ 8 ]  |  |
| 2010年（平成22年） | 5,835人 | [ 9 ]  |  |
| 2015年（平成27年） | 6,061人 | [ 10 ] |  |

## 小・中学校の学区
市立小・中学校に通う場合、学区は以下の通りとなる。
| 字・番地等 | 小学校               | 中学校           |
| --- | -------------------- | ---------------- |
| 字上り場西､字上り場東、字一丁田 字郷畔、字才苗、字沢田 字外山､字大道西､字大道東 字辻、字野畔、字ばら山、字屋敷 字屋下、字原山（8～11番地を除く。） 字東山・字榎ケ坪・字池下・字越舞のうち国道248号線以西 字藤狭1番地1・9・32〜33・48・66～68 字藤狭1番地86・117・123〜124･171･187～189 字藤狭8番地3・52・56～59･61･63～66 字藤狭8番地68･70・72･75 | 岡崎市立羽根小学校   | 岡崎市立南中学校 |
| 字牛転、字原山8～11番地 字東山・字榎ケ坪・字池下・字越舞のうち国道248号線以東 字藤狭（羽根小学校校区を除く。） | 岡崎市立小豆坂小学校 | 岡崎市立南中学校 |

## 歴史
額田郡戸崎村を前身とする。江戸時代は岡崎藩領であった。

### 沿革
- 1889年（明治22年）10月1日 - 戸崎村が 羽根村、柱村、若松村、針崎村と合併し、岡崎村大字戸崎となる[12]。
- 1928年（昭和3年）9月1日 - 岡崎市に編入され、岡崎市戸崎町となる[13]。
- 1980年（昭和55年）3月18日 - 岡崎都市計画南部土地区画整理事業により、一部が三崎町・向山町・江口3丁目・戸崎新町・戸崎元町及び中田町となる[14]。

### 史跡
- 外山古墳群（イオン藤さき古墳広場）
  - 外山第1号墳
  - 外山第2号墳
  - 外山第3号墳
- 小豆坂古戦場跡（市史跡）[15]

## 施設

### 教育
- 光ヶ丘女子高等学校の一部
- 岡崎市立南中学校
- 岡崎市立小豆坂小学校
- 社会福祉法人景山会みなみ保育園

### 商業施設
- イオンモール岡崎
- 西友岡崎店
- MEGAドン・キホーテ 岡崎店
- TSUTAYA 岡崎戸崎町店
- 洋服の青山 岡崎店
- AOKI 岡崎南店
- マクドナルド R248南岡崎店
- トヨタカローラ 愛知岡崎南店
- MINI NEXT 岡崎
- 大和リビング 岡崎営業所

### その他
- 岡崎郵便局
- 戸崎集会所
- 岡崎市小豆坂学区市民ホーム
- 岡崎市小豆坂学区こどもの家
- 岡崎市小豆坂児童育成センター
- 戸崎公園
- 戸崎神明宮
- 心城寺
- 同盟福音岡崎キリスト教会
- 中部電力 岡崎支社
- 大垣共立銀行 岡崎支店
- 東海東京証券 岡崎支店
- 株式会社ナンブ 本社
- 丸ヨ建設工業 本社
- フジケン 本社
- 三河病院
- マリエール岡崎

## 交通

### 道路
- 国道248号
- 愛知県道48号岡崎刈谷線（竜南メーンロード）
- 愛知県道483号岡崎幸田線（電車通り）

### バス
- 名鉄バス
  - 岡崎市内線
  - 上地循環線
  - 岡崎駅・市民病院線
  - 岡崎南市内線
  - 岡崎拠点快速バス（おかざきエクスプレス）
- 名鉄東部交通
  - 岡崎・西尾線

## ギャラリー
- イオンモール岡崎
- 戸崎神明宮
- 岡崎市立小豆坂小学校
- 岡崎市立南中学校
- 小豆坂学区市民ホーム
- 岡崎郵便局
- 株式会社ナンブ
- 三河病院
- 同盟福音岡崎キリスト教会
- 戸崎公園
- 愛知県道48号岡崎刈谷線
- 中池
- ガン池

## その他

### 日本郵便
- 集配担当する郵便局は以下の通りである[16]。

| 字     | 郵便番号 | 郵便局     |
| ------ | -------- | ---------- |
| 字藤挟 | 444-0841 | 岡崎郵便局 |
| その他 | 444-0840 | 岡崎郵便局 |

## 参考資料
- 「角川日本地名大辞典」編纂委員会 編『角川日本地名大辞典 23 愛知県』角川書店、1989年。
- 平凡社 編『日本歴史地名大系 23 愛知県の地名』1981年。
- 新編岡崎市史編さん委員会 編『新編岡崎市史 総集編 20』1993年。